# DreamWorks Dragons
DreamWorks Dragons (bra/prt: Dragões) é uma série de televisão americana animada por computador baseada no filme de 2010 Como Treinar o Seu Dragão. A série serve como uma ponte entre o primeiro filme e sua sequência de 2014.
Jay Baruchel, America Ferrera, Christopher Mintz-Plasse, TJ Miller e David Tennant reprisam seus papéis de dublagem de Como Treinar o Seu Dragão. Outros membros do elenco incluem Julie Marcus e Andree Vermeulen como Cabeça-Quente (anteriormente dublada por Kristen Wiig), Zack Pearlman como Melequento (anteriormente dublado por Jonah Hill), Chris Edgerly como Bocão (anteriormente dublado por Craig Ferguson) e Nolan North como Stoico, o Imenso (anteriormente dublado por Gerard Butler).
DreamWorks Dragons foi anunciada pelo Cartoon Network em 12 de outubro de 2010. De acordo com Tim Johnson, produtor executivo de Como Treinar o Seu Dragão, a série foi planejada para ser muito mais sombria e profunda do que as séries de televisão anteriores da DreamWorks Animation, com um tom semelhante ao do filme. DreamWorks Dragons foi a primeira série de animação da DreamWorks a ir ao ar no Cartoon Network em vez da Nickelodeon.
Uma prévia de uma hora, consistindo em dois episódios, foi exibida em 7 de agosto de 2012 no Cartoon Network, com a estreia oficial da série em 5 de setembro de 2012. Um total de 40 episódios foram exibidos no Cartoon Network durante as duas primeiras temporadas, com os subtítulos Riders of Berk (bra: Pilotos de Berk) e Defenders of Berk (bra: Defensores de Berk), respectivamente.
Posteriormente, a série foi nomeada para Race to the Edge (bra: Corrida Até o Limite) e passou a ser exibida na Netflix, tendo a sua primeira temporada em 26 de junho de 2015. A segunda e terceira temporadas estrearam em 8 de janeiro e 24 de junho de 2016, respectivamente. A quarta temporada foi lançada em 17 de fevereiro de 2017. A série foi renovada para uma quinta temporada, que foi lançada em 25 de agosto de 2017, e uma sexta, e última, temporada, lançada em 16 de fevereiro de 2018.
No Brasil a série começou a ser transmitida pelo Cartoon Network em 4 de março de 2013, e pela Rede Globo no bloco infantil TV Globinho em 2014, com o nome Como Treinar o Seu Dragão: A Série. Posteriormente passou a ser transmitida pelo SBT em 1 de julho de 2019 no programa infantil Bom Dia & Cia. Atualmente é transmitida através do DreamWorks Channel.

## Enredo
Passando-se entre Como Treinar o Seu Dragão e Como Treinar o Seu Dragão 2, DreamWorks Dragons segue Soluço enquanto ele tenta manter o equilíbrio dentro da nova coabitação de dragões e vikings. Além de acompanhar a mais nova parcela de Berk - A Academia de Treinadores de Dragões - Soluço, Banguela e os outros jovens Viking são colocados à prova quando se deparam com novos mundos mais difíceis do que Berk, novos dragões que não podem ser treinados, e novos inimigos que estão a procura de motivos para destruir completamente a harmonia entre os vikings e os dragões.

## Episódios
A série vem logo após os eventos do filme Como Treinar o Seu Dragão, e dos curtas-metragens A Lenda do Rouba-Ossos, O Livro dos Dragões e O Presente do Fúria da Noite, respectivamente.
1ª Temporada: Pilotos de Berk
1: Como Começar Uma Academia de Dragões
2: Viking Desempregado
3: Abrigo de Animais
4: Os Dois Terríveis
5: Nos Dragões Confiamos
6: Alvin e os Exilados
7: Como Escolher Seu Dragão
8: O Quadro do Soluço Musculoso
9: Flor de Dragão
10: A Jovem Misteriosa, 1ª Parte
11: A Jovem Misteriosa, 2ª Parte
12: Festival do Degelo
13: Quando o Trovão Cai
14: O Que Vive Embaixo
15: Loucura em Dupla
16: O Desafiador
17: Pântano Tenebroso
18: Joia de Cor Diferente
19: Somos Uma Família, 1ª Parte
20: Somos Uma Família, 2ª Parte
2ª Temporada: Defensores de Berk
21: Viva e Deixe Voar
22: O Ferro Gronckle
23: A Noite e a Fúria
24: Os Túneis Sobre a Vila
25: Corrida Para a Ilha do Verme de Fogo
26: Medo da Passagem
27: O Pior no Show
28: Apetite Por Destruição
29: Zíper-Arrepiante Abatido
30: Na Mira do Skrill, 1ª Parte
31: Na Mira do Skrill, 2ª Parte
32: Coisas de Voo
33: Libertando Scaudy
34; Congelado
35: História de Dois Dragões
36: O Efeito da Enguia
37: Fumaça nos Olhos
38: Bing! Bang! Boom!
39: Exilados, 1ª Parte
40: Exilados, 2ª Parte
Corrida Até o Limite
A série vem logo após os eventos do curta-metragem O Surgimento das Corridas de Dragões. Ela se passa cerca de três anos depois da segunda temporada e o final alguns meses (provavelmente 1 ou 2) antes dos eventos do filme Como Treinar o Seu Dragão 2.
3ª Temporada
41: O Olho do Dragão, 1ª Parte
42: O Olho do Dragão, 2ª Parte
43: Imperfeita Harmonia
44: Quando Vem a Escuridão
45: O Grande Homem de Berk
46: Gustav Se Foi
47: O Reino das Lagartas de Fogo
48: Esmagando
49: Como Lidar Com Terremotos
50: Com Dragão Tudo é Possível, 1ª Parte
51: Com Dragão Tudo é Possível, 2ª Parte
52: Picada, o Novo
53: Pesadelo Total
4ª Temporada
54: Time Astrid
55: A Noite dos Caçadores, 1ª Parte
56: A Noite dos Caçadores, 2ª Parte
57: Lua Suspeita
58: Cortado
59: Experiência Zíper-Arrepiante
60: Saída Congelada
61: À Beira do Desastre, 1ª Parte
62: À Beira do Desastre, 2ª Parte
63: Choque e Admiração
64: Momento Skrill
65: Bastões e Garras, 1ª Parte
66: Bastões e Garras, 2ª Parte
5ª Temporada
67: Inimigo do Meu Inimigo
68: No Caminho do Invasor
69: Siga o Líder
70: Virar e Queimar
71: Cura Pelo Dragão
72: A Revolta dos Dragões
73: As Garotas Arrebentam
74: Na Arena dos Dragões
75: O Ovo
76: O Segredo da Ilha
77: Reunião de Família
78: Leilão de Dragão, Não!
79: Defensores da Asa, 1ª Parte
6ª Temporada
80: Defensores da Asa, 2ª Parte
81: Cabeça-Rude no Domínio
82: Formação da Meia-Noite
83: Melequento, Não!
84: Salvando o Mestre Estilhaço
85: Em Maus Estreitos
86: O Dia Mais Longo
87: Em Busca do Ouro
88: De Fogo a Pior
89: Gemintuiçao
90: Às Cegas
91: Choque da Bala, 1ª Parte
92: Choque da Bala, 2ª Parte
7ª Temporada
93: Vivendo no Limite
94: Rebentados Pela Areia
95: Algo Podre na Ilha dos Berserkers
96: Anjos do Melequento
97: Questão de Perspectiva
98: Volta de Thor Esmaga-Ossos
99: O Despertar da Destruição
100: As Asas da Guerra, 1ª Parte
101: As Asas da Guerra, 2ª Parte
102: Nenhum Dragão Deixado Para Trás
103: Cabeça-Matadora
104: Procurando Osvaldo... e a Galinha
105: Pecados do Passado
8ª Temporada
106: Na Cara
107: Casca de Salgueiro
108: Cada um com sua Missão
109: Ordem Leal dos Ingerman
110: O Grande Teste de Iniciação
111: As Asas do Amor
112: A Grande Transição
113: Fim de Jogo
114: Assuntos de Família
115: A Emboscada
116: Guardiões de Vanaheim
117: O Rei dos Dragões, 1ª Parte
118: O Rei dos Dragões, 2ª Parte
Um ano depois do segundo filme, os eventos do filme Como Treinar o Seu Dragão: O Mundo Escondido acontecem. Dentro do epílogo de 10 anos do final do terceiro filme, os eventos do curta-metragem Como Treinar o Seu Dragão: De Volta ao Lar acontecem. Algum tempo após o epílogo do terceiro filme, os eventos do curta-metragem Como Treinar o Seu Dragão: Snoggletog Log acontecem.

## Personagens

### Treinadores de Dragões
- (BR)Soluço Spantosicus Strondus III - O personagem principal adolescente sarcástico, sofisticado e inteligente da série e principal do dragão Treinador de Dragão Academia de Berk. Como os atritos de origem humana / dragão coabitação na ilha de Berk se tornar aparente, Soluço/Hiccup é acusado de resolvê-los, como o líder da Academia de Dragões com suas habilidades como um "líder nato", pensador, planejador e um cavaleiro incomparável. Ele e seu dragão, Banguela/Desdentado, compartilhe o laço mais forte de todos os cavaleiros e dragões. Ele é talentoso mecanicamente, tendo inventado não só uma cauda de dragão protótipo para Desdentado/Banguela, mas também vários outros equipamentos de equitação dragão. Infelizmente, ele é mais fraco do que a média em termos de força e menor na construção em comparação com outros Vikings que tende a fazer os adultos menos propensos a ouvi-lo, apesar de sua grande inteligência e percepção. Isso é mostrado em um episódios onde o nome de "Soluço/Hiccup" é revelada a ser dada aos fracos das suas ninhadas, especialmente com os animais. Ele perdeu a parte inferior da perna esquerda no outono após a luta com a Morte Vermelha em longa metragem da série, mas foi substituído por uma prótese que Bocão/Bocarra feito com um pouco de criatividade "Soluço/Hiccup" jogados dentro Como o progresso mostra ele aprende várias coisas sobre si mesmo, os outros, e os dragões, por vezes, o caminho mais difícil. Desde o início da segunda temporada, Soluço/Hiccip de arma de escolha é um escudo polivalente, desenvolveu-se usando ferro de Gronckle como seu principal material, fornecendo tanto ataque e defesa quando Banguela está indisponível para lutar na batalha.
- (BR)Astrid Hofferson - Impressionante, enérgica e durona, Astrid é amiga próxima de Soluço/Hiccup,o seu interesse amoroso (embora ambos sejam muito tímidos/teimosos para admitir, muito menos agir sobre o que sentem),além disso Astrid é braço direito, como a segunda em comando da Academia de Dragões. Uma guerreira adolescente excecionalmente hábil de Berk, que é igualmente formidável tanto com armas ou seu dragão, ela é mostrada para ter um temperamento ocasional, bem como uma personalidade difícil. Quando o foco da academia era matar dragão era a melhor aluna por uma larga margem, até Soluço/Hiccup conhecer e usar o que ele aprendeu com banguela/ Desdentado para correr à frente. Como resultado, ela sabia que algo estava errado levando-a a descobrir banguela/Hiccup no filme.  Ainda na série eles vivem concorrendo em várias coisas, como quem tem o dragão mais rápido (mais isso tudo para tentar impressionar um ao outro). Ela é muito inteligente, com um forte código moral, e às vezes age como consciência e amiga de Soluço/Hiccup, que o castiga, quando ele começa a agir mal ou realmente precisa ouvir algo que ele não quer. É, essencialmente, um faz-tudo em termos de habilidades. Mas sob a sua superfície resistente, ela é carinhosa e disposta a fazer qualquer coisa para proteger seus amigos, especialmente Soluço/Hiccup e seu dragão.
- (BR)Perna de Peixe Ingerman - Normalmente nervoso e tímido, Perna de peixe tem um arsenal inesgotável de fatos baseados em dragões e gosta de estudar e aprender sobre dragões (entre outras coisas). Perna de peixe, como Soluço/Hiccup, é inteligente, mas ele prefere aprender com os livros, em vez de mais arriscada abordagem de Soluço/Hiccup hands-on. Ao contrário de Soluço/Hiccup em vez de magro ele é realmente acima do peso. Ele é extremamente relutante em lutar ou colocar-se ou seu dragão em perigo, muitas vezes expressando seus sentimentos pessimistas em relação pior resultado possível de um plano arriscado. Sua aversão ao risco é a principal razão pela qual ele não é extraordinariamente habilidoso como piloto, mas ele ainda é um membro muito valioso da equipe. Sempre que um novo dragão parece que ele é o que os outros, especialmente Hiccup/Soluço, vira-se para a identificação de seu tipo, características e outras informações importantes.
- (BR) Melequento Jorgenson - Inteligente, ousado, vão, sem tato e excesso de confiança, Melequento/Escarreta é um ideal difícil, físico de um guerreiro para sua idade. Isso tende a levá-lo em apuros, especialmente quando ele ignora o conselho de Hiccup/Soluço como não comer frutas sem saber se são venenosas ou não e acabar com a língua inchada. Escarreta/Melequento também é um bully típico, muitas vezes tentando empurrar os outros pilotos jovens, mas geralmente vacilante em uma situação onde ele não parece ter uma vantagem clara. Ele mostra interesse romântico em Astrid e constantemente tenta (sem sucesso) para impressioná-la. Enquanto ele se orgulha de ter habilidades superiores como um cavaleiro guerreiro e dragão, suas habilidades como piloto são um pouco carente, mas a culpa não é inteiramente do Melequento/Escarreta. Enquanto seu dragão Dente de Anzol, um dragão Pesadelo Monstruoso, gosta dele Dente de anzol ocasionalmente ignora ou desobedece Escarreta/Melequento semelhante à forma como Melequento/Escarreta ignora ou desobedece Soluço/Hiccup. No entanto, para não queimar o seu cavaleiro Dente de Anzol quase nunca cobre o corpo em chamas quando Escarreta/Melequento está montando, embora ele ocasionalmente fazer truques sujos na Escarreta/Melequento como voar para longe quando Melequento/Escarreta tentou lhe ordenar para impressionar Heather.
- (BR)Cabeça Dura e Cabeça Quente Thorston - Gêmeos fraternos masculinos e femininos do grupo viquingue jovens, ambos têm baixa inteligência e uma personalidade imatura bastante grosseira; eles são frequentemente encontrados puxando brincadeiras estúpidas ao redor de Berk, admirando desastre e destruição, ou, na maioria das vezes, batendo uns nos outros. Como pilotos, eles podem ser melhor do que alguns dos outros adolescentes, se não fosse por sua rivalidade entre irmãos, o que geralmente se traduz em comandos opostos sendo dadas ao seu dragão, resultando em vôo muito caótico / bater como o dragão tenta seguir os dois comandos simultaneamente. No entanto, embora quase sempre discutindo ou em desacordo com o outro, eles são inseparáveis, e onde quer que um vai, o outro não fica muito atrás. Mesmo quando eles estão realmente fartos uns com os outros vão juntar-se e trabalhar em conjunto se o seu dragão está em perigo, como quando os Berserkers queria caçar e usar o sangue de seu dragão como tinta.

### Habitantes de Berk
- (BR)Stoico, o Imenso -O Chefe de Berk e pai de Soluço, Stoico é imensamente forte, totalmente destemido e um guerreiro feroz, incorporando as virtudes tradicionais viquingues. Isso, e também mostrando uma forte capacidade na política, julgamento astuto, um coração carinho forte, e um talento para ajustar em tempo real para as situações. Ao lado de cuidar de Soluço, Stoico considera a segurança de Berk sua prioridade, mesmo à custa dos dragões. Apesar da relutância inicial, ele gradualmente permite soluço mais responsabilidade e se torna mais aberta às suas sugestões e crenças. Como a série progride, Stoico é freqüentemente encontrado mais em favor dos dragões em Berk e não sair do seu caminho para defender e protegê-los, especialmente após o ataque inicial de Alvin o Traiçoeiro e vínculo com o seu próprio dragão, Thornado. Ele ainda cuida e perde a mãe de Soluço, embora o que aconteceu com ela não é revelado até que a sequela.
- (BR)Bocão Bonarroto - O ferreiro de Berk,o melhor amigo de Stoico, e mentor de Soluço. Como um dragão lutador veterano, ele é capaz de contribuir seu próprio conhecimento dos dragões. Suas funções incluem a ser expandido para um veterinário para ambos os dragões (embora principalmente como um dentista) e do gado de Berk depois da paz com os dragões o deixou sem trabalho. Ele também atua como uma voz da razão para Stoico, a voz da experiência para Hiccup, e às vezes um mediador entre os dois. Bocão havia perdido uma mão, pé e dente na batalha com os dragões mais de sua vida, e ele, em seguida, substituí-los com próteses construídas em sua forja. Ele também substituiu perna esquerda depois de Soluço Soluço perdeu no filme original.
- (BR)Gothi - Uma mulher idosa que atua como xamã da aldeia. Como mudo, ela se comunica por gestos ou desenhar linhas e hieroglífica-como fotos na terra com sua equipe que Bocão/Bocarra traduz, às vezes com sucesso misturado. Perna de peixe é mostrado para ser capaz de ser completamente bem sucedido na tradução.
- (BR)Estrume - Um dos agricultores viquingues responsáveis pela coleta e produção de alimentos para a vila. Ao contrário de seu parceiro Bucket, Palha é mais inteligente e independente, e, portanto, é acusado de manter um olho em Bucket devido à falta de ambas as ditas qualidades deste último. Ele está faltando mão direita e perna esquerda e já os tinha substituído com um gancho e uma perna de pau.
- (BR)Baldão - agricultor bastante simples de espírito e de coração mole, que é nomeado após o balde ele sempre usa em sua cabeça. Balde sofreu uma pancada na cabeça em uma batalha dragão que levam a ele, além de sempre usar um balde, que sofrem a perda de memória, incapacidade de realizar tarefas sem supervisão e, surpreendentemente, possuir talento artístico. Como Palha, Balde perdeu a mão direita e teve que substituída por um gancho.
- (BR)Gosmento Jorgenson - O pai de Melequento, cuja personalidade é muito semelhante ao do Melequento. Um guerreiro viquingue forte e confiante, ele espera que os mesmos resultados de seu filho. Spitelout tem orgulho nas realizações de seu filho, mas muitas vezes é implacável de seus fracassos.

### Vilões
- (BR)Bolor - Bolor é um rabugento, rancoroso, mora em Berk local que levanta repolhos. Bolor vive recluso em uma casa fora da aldeia por ele próprio e apodrece um forte ódio aos dragões. Bolor é quase sempre visto com sua ovelha de estimação "Fungo". Ele é amplamente detestado pelos moradores de Berk, mas ele é, no entanto, capaz de balançar a opinião pública e mobilizar protestos contra os dragões, se a situação permitir, graças à sua mentalidade,inteligente e paciência. Seu ódio para os dragões se estende e incluir Soluço, como Soluço é o treinador líder de dragões, é a principal causa de fracasso para a maioria dos esquemas de Bolor para ter os dragões expulsos ou mortos. Isto leva a Bolor se aliar com o Alvin, como seu Dragão instrutor sobre ele fingir sua queda do Banguela. Ele é mostrado para ser a único exilado leal a Alvin depois de sua derrota por Dagur. Ele mais tarde volta com Stoico e Soluço para ajudar a combater Dagur.
- (BR)Alvin, o Traiçoeiro - O principal antagonista da primeira temporada, e, posteriormente, um anti-herói na segunda temporada. Impaciente, implacável, e sempre desejando ação, Alvin,o Traiçoeiro é o líder da tribo dos Exilado na primeira temporada. Exilado de Berk por uma traição a Stoico o líder, ele planeja invadir a vila e deslocar Stoico para reivindicar a ilha como sua. Atormentado por ataques dos dragões de Berk, ele planeja raptar Soluço que sabe como domar Dragões, na esperança de treinar seus dragões. Na temporada final da 1° temporada, ele aprende a controlar os dragões do Alvin e ganha a confiança de um Suspiro da Morte chamado Racha-Chão trazendo uma nova era para a Tribo dos Exilados. Mais tarde, depois de inicialmente se aliar com os Berserkers ele acaba se tornando um peão no enredo do Dagur para capturar Banguela, e ele é traído e deixado como morto por Dagur. Durante este tempo, foi revelado que Alvin costumava ser amigo de Stoico algum tempo antes de seu exílio. Depois de Alvin salvar Mele-quento e se oferece para ajudar a Tribo dos Hooligans com a ajuda dos Cavalheiros de Dragões, Alvin acabou trabalhando com Soluço e Stoico para libertar Banguela e derrotar os Berserkers. Depois, Alvin e os Exilados voltou para Ilha dos Exilados como Alvin estava contente de trabalhar com Stoico novamente como nos velhos tempos. Alvin, foi o antagonista recorrente na primeira metade da segunda temporada.
- (BR)Dagur, o Ensandecido - Um vilão secundário na primeira temporada, e mais tarde o principal vilão na segunda temporada. Ele é o líder enlouquecido metade adolescente dos Berserkers. Dagur, o Ensandecido substituiu o "aposentado" pai Oswald, o Agradável  e persegue a missão de trazer os Berserkers de volta à sua antiga, glória sanguinário, acreditando que o seu pai ter sido "um covarde", devido à personalidade misericordioso vez mais assumida de Oswald. Depois de confirmar que Soluço e Stoico tinha mentido e Berk vinha treinando dragões, Dagur agora prepara-se para assegurar que Soluço e Banguela sejam derrotados. Ao contrário de Alvin que reconhece o potencial do uso de dragões, Dagur só vê-los como jogo a ser caçados por esporte, e ele se torna obcecado com a caça e captura de Banguela. Dagur mais tarde fez uma aliança instável com Alvin para derrotar os Hooligans, em seguida, o trai e força os Exilados para se juntar à sua já vasta-armada. Com a ajuda de Alvin e os Cavaleiros do Dragão, Soluço foi capaz de derrotar Dagur e os Berserkers. Dagur é então capturado por Alvin, embora seu destino exato é desconhecido esquerda. Dagur consegue fugir após 3 anos e volta ainda mais revoltado contra Soluço em " Corrida até o limite" Além de querer se vingar de Soluço e ter Banguela para ele, O garoto também o "Olho do Dragão" que mostra tudo sobre qualquer tipo de dragão e caindo nas mãos dele pode causar uma grande catástrofe a todos. Dagur foi o principal antagonista da primeira metade da terceira temporada, e o antagonista terciário da segunda metade.
- (BR)Ryker Grimborn - É o segundo em comando dos Caçadores de Dragões, e um dos dois principais antagonistas da segunda metade da terceira temporada da série. Ele é o irmão mais velho do Viggo (O Líder dos Caçadores de Dragões) e o aliado do Dagur e da Heather na luta contra Berk. Ele é um guerreiro musculoso e treinado para caçar dragões, e ele também é um dos piores vilões da série.
- (BR)Viggo Grimborn - É o líder supremo dos Caçadores de Dragões, e o verdadeiro antagonista principal da segunda metade da terceira temporada. Ele é o irmão mais novo do Ryker e um dos novos inimigos do Soluço e de Berk. Viggo apareceu nos últimos episódios da série Corrida Até o Limite, onde ele começou os seus planos de Dominação.

### Dragões
- (BR)Banguela - Um  Fúria da Noite melhor amigo de Soluço, Banguela é o único dragão que não pode voar sem o seu cavaleiro, devido a ele ter perdido a barbatana esquerda da cauda,no longa-metragem. Tem escamas negras escuros, dentes retráteis e atira azuis rajadas de plasma / branco que pode criar luz ou fogo. Ele é o dragão mais rápido, mais inteligente e mais raro em Berk. Banguela tem uma extremamente forte amizade com Soluço, desde que ele o ajudou a voar novamente. Quando comparado com os outros dragões, Stoico observa que ele não "viu um dragão que pode  se comparar com um fúria da noite
- (BR)Tempestade - A Nadder Mortal fêmea azul tem amizade com Astrid. Como Soluço e Banguela, Astrid e Tempestade são extremamente leais uns aos outros e ao mostrar o trabalho em equipe excepcional. Ela e banguela compartilham uma rivalidade amigável na maioria das competições de Soluço e Astrid concebem para a academia. Além de suas rajadas de fogo alimentado em magnésio, Tempestade pode lançar espinhos venenosos de sua cauda.
- (BR)Batatão - Uma castanha/marron, Gronkle fêmea,que é ligada com Perna de Peixe. Por causa de seu tamanho rouca e curta envergadura, ela não tem a capacidade de manobra de acrobacia e velocidade dos outros dragões. Ela e Perna de Peixe são muitos próximos, embora, excessivamente nutrir relacionamento. Ela também pode comer uma combinação particular de minério de ferro e pedras e regurgitar um metal altamente valorizado conhecido como "Ferro-Gronkle".
- (BR)Dente-de-Anzol - O vermelho, Macho de Pesadelo Monstruoso, montado por Mele-quento. Dente-de-anzol tem o hábito de atacar Mele-quento ou abandoná-lo quando o menino tenta afirmar dominância. Ele é muitas vezes distraído e nem sempre prestar atenção no garoto. Apesar do orgulho Mele-quento e seu comportamento às vezes antagônicos para o outro, eles são mostrados para ser extremamente perto. Sua pele excreta um óleo altamente inflamável que cobre seus corpos em chamas quando inflamado (normalmente quando está com raiva ou sendo ameaçado), que queima tudo o que fica muito perto, sem prejudicar a si mesmo. No entanto, essa capacidade quase nunca é usada quando Mele-quento está montando nele ou seu cavalheiro viraria cinzas. Embora Bocão ficou chamuscado um pouco de vez em quando ao montar dente-de-anzol enquanto os dois estavam procurando Mele-quento.
- (BR)Bafo e Arroto - O verde, macho,de duas cabeças Zíperarrepiante montado conjuntamente pelos gêmeos, normalmente com Cabe-çaquente sentado na cabeça do dragão direito, com o nome Vômito (que expira gases explosivos) e Cabe-çadura sentado na cabeça esquerda do dragão, chamado Arroto (que podem inflamar o referido gás e atira faíscas). As cabeças são geralmente agradável, mas pode ter dificuldade de voar quando seus pilotos começam a discordar, embora tenha sido demonstrado que os gêmeos são os únicos capazes de controlar com êxito o dragão, embora com resultados mistos ocasionais. Ocasionalmente brigam uns com os outros, quando ambos tentam seguir seus cavaleiros que estão indo em direções diferentes.
- (BR)Tornado - Nomeado para ter o poder de Thor (Deus Nórdico do Trovão e Relâmpago) e a ferocidade de um tornado, Thornado é um azul, macho de Tambortrovão e dragão de Stoico; ele emite explosões sônicas em vez de fogo, que se propagam pelo ar em anéis. Stoico ganhou sua confiança e amizade depois ajudá-lo a defender um amigo ferido de um bando de javalis famintos. Tal como o seu cavalheiro, Thornado é bastante teimoso, embora ele e Stoico são, independentementes, tão perto uns com os outros como os outros pilotos e seus dragões. Stoico relutantemente libera Thornado tarde na segunda temporada,para que Thornado pudesse cuidar de três selvagem órfãos de  bebês Tambor Trovão.
- (BR)Tocha - Originalmente descoberta pelo grupo nas florestas de Berk, Chama é um bebê Tufãomerangue que foi separado de sua mãe. O nome vem girando no lugar como um tufão, mas sempre voltando para o mesmo local como um bumerangue. Depois de descobrir seu bebê tinha desaparecido de sua mãe começa a incendiar a ilha na tentativa de encontrá-lo, eventualmente, fazê-lo e deixá-Berk em paz. Durante esse tempo chama tem junto com os cavaleiros de dragão, especialmente Soluço, mas faz o seu dragão ficar extremamente incomodado e cheio ciúmes. Chama retorna novamente na 2 ª temporada como um Tufãomerangue adulto, cerca de duas vezes o tamanho de um Pesadelo Monstruoso, e ajuda Cabe-çadura a escapar de uma armadilha de dragão e impedir um incêndio florestal mortal que assola Berk. Depois de salvar a ilha e dizendo seu adeus ele deixa Berk, mais uma vez com a sua assinatura fogo rodada.
- (BR) Scaldy - Uma adulta Escaulderivel verde água descoberta ferida e presa pelos cavaleiros de dragão na 2 ª temporada Depois de várias tentativas para libertar o dragão uma tentativa infrutífera, o grupo descobre Escalderivel/Escaldão tem uma afinidade para os óleos de peixe Cabe-çaquente usa em seu cabelo. Usando este para acalmar o dragão, enquanto o resto do grupo trabalha para libertá-la antes que ela resseca e morre, eles desenvolvem um vínculo,e ela acabou nomeando-o de Escaldinho. Uma vez libertado o grupo percebe que o dragão tem um menor intervalo em sua asa fazendo vôo ou nadando impossível. O grupo deve montar uma tala improvisada asa ao ser atacado por um grupo de Transformasas. Pressionado pelo tempo, Cabe-çaquente corta seu próprio cabelo para terminar a tala e o grupo é capaz de deixar à ilha Transformasa em segurança com Escaldinho.
- (BR)Skrill - Dragão a posado por Dagur, simbolo da sua aldeia, que soluço encontrou, e os gêmeos libertaram.(Dizem que Skrill absorve os raios do próprio Thor). E por causa deste dragão Dagur junta-se a Alvin, mas o trai e assim por isso no final os exilados se unem com os berkianos e lutam contra os berserkers.
- (BR)Pesadelo - Um dragão da classe Místerio, Ele paralisou o tio de Astrid, Fin Hoffersons, e a garota tenta se vingar deste dragão.

## Produção
Em 12 de outubro de 2010, foi anunciado que o Cartoon Network havia adquirido os direitos de transmissão mundial para uma série animada semanal baseada no filme. De acordo com Tim Johnson, produtor executivo de Como Treinar o Seu Dragão, a série foi planejada para ser muito mais sombria e profunda do que as séries de televisão anteriores da DreamWorks Animation, com um tom semelhante ao do filme, e se seguiria após os eventos do primeiro filme. Dreamworks Dragons é a primeira série de animação da DreamWorks a ir ao ar no Cartoon Network; Série de televisão anterior da DreamWorks Animation, incluindo Os Pinguins de Madagascar, Kung Fu Panda: Lendas do Dragão Guerreiro, e Monstros vs. Alienígenas, foram ao ar na Nickelodeon.
Embora tenha sido inicialmente anunciado que a série se chamaria Dragons: The Series, a programação da Comic Con anunciada em junho de 2012 revelou que o novo título seria Dragons: Riders of Berk. A segunda temporada do show foi intitulada Dragons: Defenders of Berk. No final de maio de 2014, a DreamWorks Animation anunciou que na primavera de 2015 a série mudaria para a Netflix em vez de estrear no Cartoon Network, com o título Dragons: Race to the Edge.

## Recepção

### Resposta da crítica
Dragões: Riders of Berk recebeu críticas positivas. Brian Lowry, da Variety, revisou a série: "O programa é visualmente deslumbrante e sem esforço continua de onde a narrativa parou", embora ele tenha notado a "falta de vilões reais" dos episódios iniciais e "uma variedade de personagens não particularmente estimulantes". Mary McNamara, do Los Angeles Times, disse que "retém a personalidade e o valor de produção de seu progenitor. Dragões prometem ser animados e divertidos, com ótimos visuais de dragões voando e voando." Ela elogiou seu visual: " Parece muito espetacular mesmo para os padrões de hoje. É tão nítido e fluido que uma pessoa de certa idade seria perdoada por se perguntar como diabos sobrevivemos com coisas como Scooby-Doo e Os Apuros de Penélope Charmosa." De acordo com Nielsen Media Research, episódios da primeira temporada classificada em média #1 em seu intervalo de tempo entre os meninos de 2 a 14.

### Prêmios e indicações
| Ano  | Associação           | Categoria                                                                                   | Nomeado                                                           | Resultado |
| ---- | -------------------- | ------------------------------------------------------------------------------------------- | ----------------------------------------------------------------- | --------- |
| 2012 | Annie Awards         | Melhor produção de televisão animada para crianças                                          | Episódio: "Como Escolher Seu Dragão"                              | Venceu    |
| 2012 | Annie Awards         | Animação de personagem em uma produção de televisão / transmissão animada                   | Shi Zimu                                                          | Indicado  |
| 2012 | Annie Awards         | Animação de personagem em uma produção de televisão / transmissão animada                   | Teri Yam                                                          | Indicado  |
| 2012 | Annie Awards         | Animação de personagem em uma produção de televisão / transmissão animada                   | Yan Jiazhuang                                                     | Indicado  |
| 2012 | Annie Awards         | Design de personagens em uma produção de televisão / transmissão animada                    | Andy Bialk (para "Alvin e os Exilados")                           | Indicado  |
| 2012 | Annie Awards         | Direção de uma produção de televisão / transmissão animada                                  | John Eng (para "Abrigo de Animais")                               | Venceu    |
| 2012 | Annie Awards         | Música em uma produção de televisão / transmissão animada                                   | John Paesano (para "Como Escolher Seu Dragão")                    | Venceu    |
| 2012 | Annie Awards         | Storyboarding em uma produção de televisão / transmissão animada                            | Doug Lovelace (para "O Quadro do Soluço Musculoso")               | Venceu    |
| 2012 | Annie Awards         | Escrita em uma produção de televisão / transmissão animada                                  | Mike Teverbaugh, Linda Teverbaugh (para "Abrigo de Animais)       | Indicado  |
| 2012 | Annie Awards         | Editorial em uma produção de televisão animada                                              | Lynn Hobson (para "Abrigo de Animais")                            | Indicado  |
| 2013 | Primetime Emmy Award | Realização individual notável em animação - design de personagens                           | Andy Biank                                                        | Venceu    |
| 2013 | Annie Awards         | Efeitos animados em uma produção animada                                                    | David Jones                                                       | Indicado  |
| 2013 | Annie Awards         | Direção de uma produção de televisão / transmissão animada                                  | Elaine Bogan                                                      | Indicado  |
| 2013 | Annie Awards         | Storyboarding em uma produção de televisão / transmissão animada                            | Douglas Lovelace                                                  | Indicado  |
| 2013 | Annie Awards         | Editorial em uma produção de televisão / transmissão animada                                | Lynn Hobson                                                       | Indicado  |
| 2015 | Annie Awards         | Conquista notável, editorial em uma produção de TV / transmissão animada                    | Ernesto Matamoros                                                 | Indicado  |
| 2016 | Annie Awards         | Conquista notável para a animação de personagens em uma produção de televisão / transmissão | Chi-Ho Chan                                                       | Venceu    |
| 2016 | Daytime Emmy Awards  | Excelente programa de animação infantil                                                     | Art Brown, Douglas Sloan, Chad Hammes e Lawrence Jonas            | Indicado  |
| 2016 | Daytime Emmy Awards  | Excelente escrita em um programa de animação                                                | Art Brown, Douglas Sloan                                          | Indicado  |
| 2016 | Daytime Emmy Awards  | Excelente edição de som - animação                                                          | Otis Van Osten, Joshua Aaron Johnson, Roger Pallan e Jason Oliver | Venceu    |
| 2016 | Saturn Awards        | Melhor série de televisão de novas mídias                                                   | DreamWorks Dragons                                                | Indicado  |

## Videogame
Um jogo no navegador baseado em 3D Unity, intitulado Dragons: Wild Skies, foi lançado em 27 de agosto de 2012 no CartoonNetwork.com. Os jogadores passavam por um tutorial com Soluço e treinavam um Nadder Mortal, antes de poderem vagar livremente pelas várias ilhas do Arquipélago Bárbaro, com dragões espalhados ao redor delas. O jogador pode escolher ser um Viking ou uma Viking loiro / moreno antes de sair para explorar as ilhas. Para treinar um dragão, os jogadores devem alimentar os dragões com a comida correta antes de fazer os gestos corretos para ganhar a confiança do dragão. No jogo, os jogadores não morrem ou falham de outra forma. Os jogadores completam desafios para ganhar ouro e comprando ferramentas para obter comida para treinar dragões. O mundo superior consiste em seis ilhas, cada uma com um dragão exclusivo para domar. O número de dragões e mundos a explorar está definido para expandir ao longo do tempo, à medida que a série apresenta mais e mais lugares e dragões ...